# Plumpang (Sukodadi)
Plumpang is een bestuurslaag in het regentschap Lamongan van de provincie Oost-Java, Indonesië. Plumpang telt 2583 inwoners (volkstelling 2010).